# II. Péter moldvai fejedelem
II. Péter (? – 1452) moldvai fejedelem 1444-től 1445-ig, 1447-ben és 1448-ban.
II. István fiaként született. Édesapja halála után Magyarországra menekült és Hunyadi Jánostól kért segítséget, amit megkapva sikerült elűznie II. Romant. Hálából a magyaroknak átadta Kilia várát, amelyet Hunyadi János őrséggel és ágyukkal rakott meg a török ellen. IV. Kázmér lengyel király, Roman támogatója, túl későn érkezett Moldvába, pártoltját megölték már, de annyit mégis elért, hogy Péter neki is hűséget esküdött Kamenjecben és 1449-ig uralkodott magyar és lengyel fennhatóság alatt.